# Нолл, Эндрю
Эндрю Нолл (англ. Andrew Herbert Knoll; род. 1951, Уэст-Рединг, Пенсильвания) — американский палеобиолог, исследователь ранней эволюции жизни и экологической истории Земли, и в особенности их взаимосвязи.
Доктор философии (1977). 
Профессор Гарвардского университета, где работает с 1982 года, член Национальной академии наук США (1991) и Американского философского общества (1997), иностранный член Лондонского королевского общества (2015). Лауреат премии Крафорда (2022).

## Биография
Окончил Лихайский университет (бакалавр геологии, 1973). В 1977 году получил степень доктора философии по геологии в Гарвардском университете, занимался у Elso Sterrenberg Barghoorn. После пяти лет работы в Оберлинском колледже в 1982 году вернулся в Гарвард, ассоциированным профессором биологии. Ныне там профессор (Fisher Professor of Natural History и Professor of Earth and Planetary Sciences) и куратор палеоботанических коллекций в Harvard University Herbaria, состоит в совете университетской Origins of Life Initiative; являлся заведующим кафедрой органической и эволюционной биологии и заместителем декана факультета искусств и наук.
Состоял в совете Национального музея естественной истории, United States Board of Earth Science and Resources, U.S. Space Science Board, консультативном совете Лаборатории реактивного движения (JPL).
Член Американской академии искусств и наук (1987) и Американской академии микробиологии, иностранный член National Academy of Sciences, India (2013). Почётный фелло Европейского союза наук о Земле.
Докембрийский палеобиолог по образованию, Э. Нолл также является геологом и геохимиком, занимается главным образом протерозойским эоном. Возглавлял подкомиссию Международной комиссии по стратиграфии, утвердившую последний геологический период неопротерозоя эдиакарий. Участник миссии НАСА Mars Exploration Rover. Являлся главным научным советником документального фильма «Путешествие времени» (2016). Среди его соавторов — C. Kevin Boyce, Ш. Кэрролл и John Albert Raven. Учился у него Сяо Шухай.
В эволюционной биологии основоположник термина «мегатраектория».

## Награды и отличия
- Стипендия Гуггенхайма (1986)[10]
- Премия Чарлза Шухерта Палеонтологического общества (1987)
- Медаль Чарльза Дулиттла Валькота НАН США (1987)
- Phi Beta Kappa Award in Science[англ.] (2003) — за книгу «Life on a Young Planet»
- Raymond C. Moore Medal[англ.], Society for Sedimentary Geology (2005)
- Paleontological Society Medal[англ.] (2005)
- Медаль Волластона (2007), высшее отличие Геологического общества Лондона
- Медаль Мэри Кларк Томпсон НАН США (2012)
- Oparin Medal[англ.], ISSOL (2014)[7]
- Международная премия по биологии (2018)
- Премия Крафорда (2022)
- Медаль Пенроуза (2024)

Почётный доктор шведского Уппсальского университета (1996), Чикагского университета (2014), Американского музея естественной истории (2017).